# Grau académico

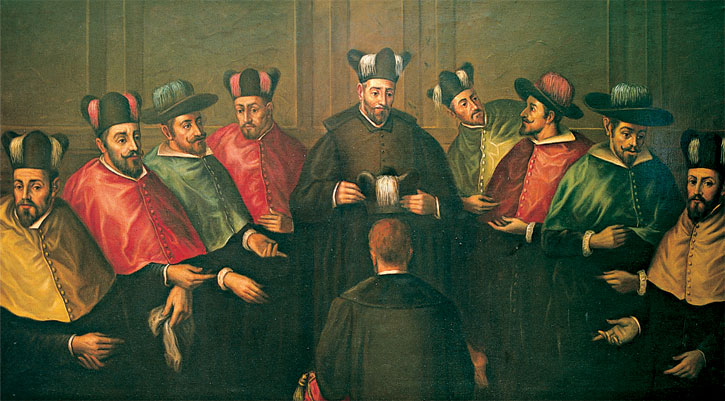
Ato da concessão do grau de doutor, com a imposição do barrete doutoral, na Universidade Complutense de Madrid, durante o século XVII

Um grau académico (português europeu) ou grau acadêmico (português brasileiro) é um título conferido normalmente por uma instituição de ensino em reconhecimento oficial pela conclusão com sucesso de todos os requisitos de um curso, de um ciclo ou de uma etapa de estudos, embora cada país e curso possuam especificidades próprias.
O ato de receber um grau académico é designado "graduação".

## Origem e perspectiva global
O moderno sistema de graus académicos desenvolveu-se a partir da universidade medieval europeia, acompanhando posteriormente, a expansão global deste tipo de instituição. Os graus de bacharel, licenciado, mestre e doutor - concedidos pelas antigas universidades da Europa - acabaram por ser adoptados pelas mais diversas sociedades do Mundo.
O grau de doutor (do latim: "doceo", significando "eu ensino") apareceu na Europa medieval como uma licença para ensinar (latim: licentia docendi) numa universidade. As suas raízes podem ser traçadas à Igreja primitiva, na qual o termo "doutor" se referia aos apóstolos, aos padres da Igreja e a outras autoridades eclesiásticas que interpretavam e ensinavam a Bíblia. O direito para conceder uma licentia docendi estava originalmente reservado à Igreja, que requeria que o candidato passasse num exame, fizesse um juramento e pagasse uma taxa. No Terceiro Concílio de Latrão — realizado em 1179 — foi concedido o acesso, agora praticamente gratuito, a todos os candidatos aptos, que no entanto ainda tinham que ser examinados na aptidão para a escolástica eclesiástica. A direito da concessão do grau de doutor tornou-se num motivo de contenda entre as autoridades da Igreja e as cada vez mais emancipadas universidades, mas foi concedido pelo Papa à Universidade de Paris em 1213, sob a forma de licenciatura geral para o ensino (licentia ubique docendi). No entanto, a licenciatura acabou por se tornar numa etapa intermédia para o acesso ao doutoramento, o qual passou a constituir a qualificação exclusiva para ensinar numa universidade.
Numa universidade, a formação de um doutorando era realizada de uma forma equivalente ao treino que um membro de corporação de ofícios tinha que realizar para obter o grau profissional de mestre (latim: magister, significando "professor") no seu ofício. O termo "mestre" passou assim também a ser usado na universidade como equivalente ao de "doutor". O uso do grau de mestre tornou-se numa matéria de usos e costumes em algumas universidades, não sendo usado em outras. Contudo, nas universidades que o usavam, o grau de mestre acabou por se tornar normalmente num grau de qualificação inferior ao de doutor.
Nas universidades medievais europeias, os candidatos, que completavam três ou quatro anos nos estudos dos textos prescritos do trivium (gramática, retórica e lógica) e do quadrivium (matemática, geometria, astronomia e música) - coletivamente conhecidos como as "artes liberais" - e que fossem aprovados nos exames feitos pelo seu mestre, eram admitidos ao grau de bacharel (latim: baccalaureus) em artes. O termo "bacharel" referia-se inicialmente a um escudeiro ou aprendiz de cavaleiro. Estudos mais avançados - numa das faculdades de leis, cânones, medicina ou teologia - levariam à obtenção de uma licenciatura, a qual dava direito à licença para ensinar uma das matérias das artes liberais.
Inicialmente, os graus de doutor eram concedidos em teologia (divinitatis doctor ou D.D.), em filosofia (philosophiae  doctor, D.Phil. ou Ph.D.) e em medicina (medicinae doctor, M.D. ou D.M.), refletindo a separação histórica dos estudos universitários naqueles três campos. Com o passar do tempo, o grau de doutor em teologia foi-se tornando cada vez menos comum. Pelo contrário, o grau de doutor em filosofia tornou-se no mais generalizado, com o termo "filosofia" a englobar tudo o que é hoje classificado como ciências e humanidades. No final do século XII, a Universidade de Bolonha - considerada a mais antiga da Europa - introduziu também o grau de doutor em direito civil.
A Universidade de Paris utilizava o termo "mestre" para designar os seus graduados. Esta prática foi também seguida pelas universidades de Oxford, Cambridge e Saint Andrews, tornando-se depois a norma no mundo anglo-saxónico. Outras universidades, contudo, preferiam o termo "doutor". A designação dos graus acabou, posteriormente, por ficar ligada às matérias estudadas. Os letrados das faculdades de artes liberais ficaram conhecidos como "mestres em artes" (M.A.), enquanto que os das faculdades de teologia, medicina e direito ficaram conhecidos como "doutores". Como o estudo das artes liberais constituía um pré-requisito para o estudo da teologia, medicina e direito, o grau de doutor assumiu um estatuto superior ao do grau de mestre. Isto deu origem à moderna hierarquia, na qual o grau de doutor - que, sob a atual forma de grau obtido com base em pesquisas e dissertações, teve origem nas universidades alemãs dos séculos XVIII e XIX - corresponde a um nível mais avançado de estudos que o grau de mestre.
Atualmente, nos sistemas educativos da maioria dos países do mundo, o ensino superior está dividido em três ciclos de estudos, com a conclusão de cada um deles a corresponder à obtenção de um determinado grau académico. Internacionalmente, consagrou-se o sistema em que existem os graus de bacharel, mestre e doutor, correspondentes, respetivamente, ao primeiro, segundo e terceiro ciclos do ensino superior. Muitos países, em que este sistema antes não vigorava, adoptaram-no na sequência do Processo de Bolonha. Contudo, diversos países mantiveram designações alternativas, sobretudo do grau correspondente ao primeiro ciclo de estudos superiores que se pode designar "licenciatura", "láurea", "diploma" ou "graduação". Para além dos graus concedidos nos ciclos de estudos superiores, alguns países dispõem de um grau concedido aqueles que se encontram nas condições de aceder ao ensino superior, como é o caso dos bacharelatos francês (baccalauréat) e espanhol (bachillerato).
No passado, os graus eram concedidos diretamente por um monarca ou por uma autoridade eclesiástica. Contudo, hoje em dia, são concedidos sobretudo por instituições de ensino superior, legalmente autorizadas para tal pelos estados. Para lá dos graus oficiais atribuídos na sequência da conclusão de estudos, as instituições de ensino também podem atribuir graus honorários em reconhecimento pela carreira profissional de um indivíduo ou pela sua contribuição para a sociedade. O mais comum destes graus é o de doutor honoris causa. A titularidade de um grau académico, na maioria dos países, dá o direito ao uso de um determinado traje e insígnias correspondentes ao grau.

## Graduaçãoversuspós-graduação
Na maioria dos sistemas de ensino superior, é frequente agrupar os graus académicos em dois níveis, referidos genericamente como  "graduação" e "pós-graduação" na maioria dos países e como "subgraduação" (undergraduate) e "graduação" (graduate) nos países anglo-saxónicos.
Geralmente, consideram-se de graduação os graus académicos necessários ao exercício de uma profissão que obrigue à habilitação com um curso superior. Já a pós-graduação inclui os graus obtidos depois da conclusão de estudos avançados e da obtenção de uma proficiência para lá da que seria necessária para o simples exercício profissional.
Esta distinção tem mostrado algumas ambiguidades na sua aplicação e varia conforme o caso. Em praticamente todos os casos, os graus obtidos com a conclusão do primeiro e do terceiro ciclo de estudos superiores são considerados, respetivamente, de graduação e de pós-graduação. Já o grau obtido com a conclusão do segundo ciclo pode ser incluído num ou noutro nível, conforme o país e conforme o nível de formação académica exigido para o exercício de determinadas profissões.

## Graus em vários países e regiões[5]

### Alemanha
Tradicionalmente, na Alemanha, os estudantes obtinham a graduação ao fim de quatro a seis anos de estudos superiores, com o grau de Magister Artim (MA) em ciências sociais, humanidades, linguística e artes ou com um Diplom em ciências naturais, economia, gestão de empresas, ciências políticas, sociologia e engenharia. Estes graus eram os primeiros e ao mesmo tempo os mais altos antes do doutoramento, antes da sua gradual substituição por um sistema de graus de inspiração anglo-saxónica. O Magister e o Diplom alemães - ambos obrigando à realização de uma tese final - são correntemente equiparados ao mestrado (master) dos países que seguem o sistema anglo-saxónico. A equiparação é, contudo, controversa, com algumas universidades dos EUA a darem-lhes equivalência apenas ao bachelor (bacharelato).
Não sendo considerados graus académicos, na Alemanha existem também os Staatsexamen (exames de Estado), cuja realização com sucesso é condição para que os futuros profissionais de determinados setores (incluindo médicos, dentistas, professores, advogados, juízes, promotores públicos e farmacêuticos) fiquem habilitados com uma licença do Estado para exercerem aquelas profissões. O primeiro destes exames é realizado depois da habilitação com o Magister ou com o Diplom, sendo considerado como estando ao nível de um mestrado. Depois de passar o primeiro Staatsexamen, alguns dos profissionais (como os professores e os juristas) ainda têm que realizar um estágio profissional de dois anos, antes de realizar um segundo exame final.
Desde 1999 e na sequência do Processo de Bolonha, os tradicionais graus de Magister e Diplom foram gradualmente substituídos pelo sistema de Bakkalaureus (bacharelato) seguido de Master (mestrado).
Na Alemanha, os doutoramentos são concedidos sob uma variedade de designações, que dependem da faculdade onde são realizados, entre os quais se encontram os de Doktor der Naturwissenschaften, (doutor em ciências naturais), Doktor der Rechtswissenschaften (doutor em leis), Doktor der Medizin (doutor em medicina) ou Doktor der Philosophie (doutor em filosofia). A realização de um doutoramento implica apenas a habilitação com o Magister, o Diplom (concedido por uma universidade), o Master ou o Saatsexamen. O doutoramento é o mais elevado grau académico da Alemanha.
A Habilitation (habilitação) é uma qualificação académica pós-doutoral que permite ao seu titular a livre docência e a investigação numa universidade, não sendo, no entanto, considerada um grau académico. É obtida depois da realização de uma segunda tese (a Habilitationsschrift) ou da apresentação de um portafólio de autoria de publicações num tópico avançado.

### Brasil[6]
- Graduação:
  - Tecnologia;
  - Licenciatura;
  - Bacharelado.
- Pós-Graduação:[7]
  - Especialização;[8]
  - Mestrado;
  - Doutorado;
  - Livre-docência.

### EUA e Canadá
Desde o final do século XIX que os Estados Unidos e o Canadá mantêm o sistema triplo com os graus de bachelor (bacharel), master (mestre) e doctor (doutor). Apesar da semelhança de designações, este sistema não é exatamente equivalente ao dos outros países anglo-saxónicos.
Nos EUA e Canadá, os programas padrão de ensino superior baseiam-se num bacharelato de quatro anos (sendo os mais comuns o bachelor of arts, B.A. e o bachelor of science, B.S.), seguido de um mestrado de um a três anos (mais frequentemente o master of arts, M.A. e o master of science M.S.), seguido de mais um ou dois anos de estudo e investigação, que culminam num exame abrangente num ou mais campos de estudo, eventualmente seguido de experiência de ensino e, a seguir, a realização de uma dissertação para o doutoramento (sendo o mais frequente o Ph.D.). Em teoria, o programa de estudos tem uma duração total de dez anos, desde o início do bacharelato até à obtenção do doutoramento. Esta duração, no entanto é variável, podendo ser menor ou, pelo contrário, durar indefinidamente.
Algumas escolas superiores - sobretudo as de natureza profissional, como os junior colleges (colégios júnior) e os community colleges (colégios comunitários) - oferecem programas de dois anos de estudos, cuja conclusão habilita com o grau de associate (associado). Os programas de associate são frequentemente em áreas pré-profissionais e podem servir para contabilizar créditos para um bacharelato de quatro anos.
No Canadá e nos EUA existe ainda uma outra classe de graus designada first professional degree (primeiro grau profissional). Estes programas de graus destinam-se a habilitar para a prática profissional em diversos campos que não o académico. Para o acesso à maioria dos cursos conducentes à obtenção de graus profissionais, normalmente, é necessária a habilitação com o grau de bachelor. Estes cursos têm uma duração mínima de cinco anos, podendo ir até aos sete ou oito. Em alguns campos, como as belas artes, a arquitetura ou a teologia, o primeiro grau profissional é designado "master" (mestrado), uma vez que se segue ao bachelor.

### Europa
Os graus académicos concedidos nos vários países da Europa têm vindo a ser harmonizados através do Processo de Bolonha, desde a Convenção de Reconhecimento de Lisboa elaborada pela UNESCO e pelo Conselho da Europa. O sistema unificado de graus académicos baseia-se numa hierarquia de três níveis que são o bacharelato, o mestrado e o doutoramento. Alguns países adoptaram outras designações, sobretudo para o grau de primeiro nível.
O Protocolo de Bolonha foi assinado por 28 países europeus: Alemanha, Áustria, Bélgica, Croácia, Dinamarca, Eslovénia, Espanha, Finlândia, França, Geórgia, Grécia, Hungria, Itália, Moldávia, Montenegro, Noruega, Países Baixos, Polónia, Portugal, Roménia, Sérvia,  Suécia, Suíça, Reino Unido, República Checa, Macedônia do Norte, Rússia e Turquia. A maioria destes países tem vindo a adaptar os seus sistemas de ensino superior de modo a comportarem os três níveis de graus académicos, muitas vezes em substituição de sistemas de graus com centenas de anos.

### França
Até à adopção do Processo de Bolonha, o sistema de graus académicos da França era bastante complexo. O primeiro grau era o do baccalauréat (Bac, bacharelato), atribuído quando da conclusão do liceu, portanto ainda antes da frequência do ensino superior. A conclusão dos dois anos do primeiro ciclo de estudos superiores habilitava com o diplôme d'études universitaires générales (DEUG, diploma de estudos universitários gerais) ou com o diplôme universitaire de technologie (DUT, diploma universitário de tecnologia). A frequência do segundo ciclo do ensino superior habilitava com a licence (licenciatura) na conclusão do primeiro ano e com a maîtrise (mestrado) na conclusão do segundo ano. A frequência do terceiro ciclo habilitava com o diplome d'études approfondies (DEA, diploma de estudos aprofundados) depois da conclusão de um ou dois anos de estudos, ao qual se poderia seguir o doctorat (doutorado) ao fim de mais três anos.
Depois do Processo de Bolonha, o sistema de graus foi simplificado, com a introdução da reforma LMD (licenciatura, mestrado, doutoramento). O baccalauréat manteve-se como anteriormente. Já a conclusão do primeiro, segundo e terceiro ciclos do ensino superior passou a habilitar, respetivamente, com os graus de licence, de master (fusão da maîtrise com o DEA) e de doctorat.

### Portugal[9]
- De 1357 a 1772:
  - Bacharel;
  - Licenciado;
  - Doutor/Mestre.
- De 1772 a 1901:
  - Bacharel - obtido após a conclusão do 4º ano de um curso geral de uma universidade;
  - Bacharel formado - obtido após a conclusão de um curso geral de uma universidade (5 anos);
  - Licenciado - obtido após obtenção do grau de bacharel, seguida de aprovação em provas de licenciatura;
  - Doutor - obtido após obtenção do grau de licenciado, seguida de aprovação em provas de doutoramento.
- De 1901 a 1918:
  - Bacharel - obtido após conclusão de um curso geral de uma universidade;
  - Licenciado - obtido após obtenção do grau de bacharel, seguida de aprovação em provas de licenciatura;
  - Doutor - obtido após obtenção do grau de licenciado, seguida de aprovação em provas de doutoramento.
- De 1918 até 1968:
  - Licenciado - obtido após conclusão de um curso universitário (5 a 7 anos);
  - Doutor - obtido após obtenção do grau de licenciado, seguida da aprovação em provas de doutoramento.
- Entre 1968 e 1980
  - Bacharel - obtido após conclusão de um curso superior de curta duração (3 anos) ou do primeiro ciclo de um curso superior bietápico (3 anos);
  - Licenciado - obtido após a conclusão de um curso superior de longa duração (5 ou 6 anos) ou do segundo ciclo de um curso superior bietápico (3 + 2 anos);
  - Doutor - obtido após obtenção do grau de licenciado, seguida da aprovação em provas de doutoramento.
- Entre 1980 e 2008:
  - Bacharel - obtido após conclusão de um curso superior de curta duração (3 anos) ou do primeiro ciclo de um curso superior bietápico (3 anos);
  - Licenciado - obtido após a conclusão de um curso superior de longa duração (5 ou 6 anos) ou do segundo ciclo de um curso superior bietápico (3 + 2 anos);
  - Mestre - obtido após obtenção do grau de licenciado, seguida de conclusão de curso de mestrado (5 + 2 anos) e de aprovação em provas de mestrado;
  - Doutor - obtido após obtenção do grau de mestre, seguida de aprovação em provas de doutoramento.
- Desde 2005 (introduzido gradualmente em várias universidades) (Processo de Bolonha):
  - Licenciado  - obtido após conclusão do primeiro ciclo do ensino superior (3 ou 4 anos) ou do terceiro ano de um curso de mestrado integrado;
  - Mestre  - obtido após conclusão do segundo ciclo do ensino superior (3 + 2 anos) ou de um curso de mestrado integrado (5 ou 6 anos);
  - Doutor - obtido após conclusão do terceiro ciclo do ensino superior.[10]

### Reino Unido e Commonwealth
No Reino Unido e na maioria dos países da Commonwealth funciona o tradicional sistema anglo-saxónico de graus académicos, que compreende o bachelor (bacharel), o master (mestre) e o doctor (doutor). Contudo, apesar da designação idêntica, este sistema é distinto dos sistemas em vigor nos EUA e no Canadá, onde a duração dos estudos para a obtenção de cada um dos graus é maior.
Normalmente, o primeiro grau académico britânico é o de bacharel com honras (bachelors' degree with honours), sendo os exemplos comuns o bachelor of arts (BA (hons), bacharel em artes), o bachelor of science (BSc (hons), bacharel em ciências) e o bachelor of engineering (BEng (hons), bacharel em engenharia). O grau de bacharel é obtido, normalmente, ao fim de três anos de estudos superiores.
O grau seguinte é o do mestrado (master), cuja duração normalmente é de apenas um ano de estudos a tempo inteiro, a seguir à conclusão do bacharelato. Existem alguns cursos de mestrado integrado, com a duração de quatro anos, em que o primeiro grau é o de mestre (master). Estes mestrados são normalmente designados pela especialidade, como são os casos do master of engineering (MEng, mestrado em engenharia), do master of physics (MPhys, mestrado em física) e do master of mathematics (MMath, mestrado em matemática). O MEng integrado de quatro anos tornou-se inclusive no primeiro grau padrão em engenharia nas principais universidades britânicas, que deixaram de conceder o BEng de três anos.
A seguir ao mestrado, existe o grau de doutor em filosofia (PhD, doctor of philosophy), normalmente obtido ao fim de três anos de trabalhos doutorais. O mestrado não é uma pré-condição para todos os doutoramentos, ocasionalmente sendo apenas necessário o bacharelato.
Algumas instituições de ensino superior concedem o grau de fundação (foundation), depois de completados com sucesso, dois anos de estudo, normalmente em cursos de natureza profissional.
Os diplomas de graduação de nível 6 e de nível 7 do Conselho de Engenharia (autoridade de acreditação de engenheiros e técnicos no Reino Unido) são equiparados, respetivamente, aos graus de BEng e de MEng.